# شينجي تويوهارا
شينجي تويوهارا (باليابانية: 豊原 慎二) (27 نوفمبر 1986 في فوكوكا في اليابان – )؛ هو لاعب كرة قدم سابق كان يلعب كلاعب وسط.